# 伊藤彰浩
伊藤 彰浩（いとう あきひろ、1968年11月13日 - ）は、日本の実業家。株式会社アクリート創業者・元代表取締役社長。株式会社ウィステリア代表取締役。

## 人物・来歴
一橋大学商学部卒業後、1992年、通信業で起業家になるため事業部門を選べるトーメンに入社し、東ヨーロッパや東南アジアでの通信インフラの整備事業に携わる。2001年ベンチャー企業のインディゴに入社し、2003年にはマネジメント・バイアウトに参画。情報通信技術での事業開発を進め、2005年にインディゴ取締役に就任。2008年からはインディゴ代表取締役社長を務め、日本初の法人向けショートメッセージサービス配信事業を立ち上げるなどした。2014年には上場を目指して会社分割によりアクリートを設立し、代表取締役社長に就任。ショートメッセージサービスの提供を進め、2018年に東京証券取引所マザーズに上場を果たした。5期連続の増収増益を達成した50歳を機に退任し、2019年アクリート顧問に就任。同年ウィステリア代表取締役、スパイラルコンサルティングアドバイザー。同年フィル・カンパニー創業者の高橋伸彰、ストライク創業者の荒井邦彦、ことでんグループ代表の真鍋康正、レアジョブ創業者の加藤智久、freee創業者の佐々木大輔、HENNGE創業者の小椋一宏、ZUU創業者の冨田和成らと如水ベンチャーズの設立に参画。2020年アララ補欠の監査等委員である取締役。